# اوشن دریم (۱۹۷۲)
اوشن دریم (۱۹۷۲) (به انگلیسی: Ocean Dream (1972)) یک کشتی بود که طول آن ۱۶۳٫۳۰ متر (۵۳۵٫۸ فوت) بود. این کشتی در سال ۱۹۷۲ ساخته شد.